# فيركندام
فيركندام Werkendam  بلدية وبلدة بمقاطعة شمال برابنت، جنوبي هولندا.

## طوبوغرافيا
خريطة طوبوغرافية هولندية لبلدية فيركندام، يونيو 2015، (تقرأ بعد ثلاث نقرات على الخريطة).

## توأمة
لفيركندام اتفاقيات توأمة مع:
- تولتشيا

## أعلام
- نيلس فورتورن